# Kari Ristanen
Kari Antero Ristanen (Tampere, 27 de julio de 1958) es un deportista finlandés que compitió en esquí de fondo. 
Participó en dos Juegos Olímpicos de Invierno, en los años 1984 y 1988, obteniendo una medalla de bronce en Sarajevo 1984, en la prueba de relevo (junto con Juha Mieto, Harri Kirvesniemi y Aki Karvonen). Ganó una medalla de plata en el Campeonato Mundial de Esquí Nórdico de 1989, en la misma prueba.

## Palmarés internacional
| Juegos Olímpicos   | Juegos Olímpicos      | Juegos Olímpicos  | Juegos Olímpicos |
| Año                | Lugar                 | Medalla           | Prueba           |
| ------------------ | --------------------- | ----------------- | ---------------- |
| 1984               | Sarajevo (Yugoslavia) | Medalla de bronce | Relevo 4 × 10 km |
| Campeonato Mundial |                       |                   |                  |
| Año                | Lugar                 | Medalla           | Prueba           |
| 1989               | Lahti (Finlandia)     | Medalla de plata  | Relevo 4 × 10 km |